# Balsjavik
Balsjavik (belarusiska: Бальшавік, ryska: Большевик: Bolsjevik) är en agropolis i Belarus. Den ligger i voblasten Minsks voblast, i den centrala delen av landet, 11 kilometer norr om huvudstaden Minsk. Balsjavik ligger 226 meter över havet och antalet invånare är 3 470.

## Natur
Terrängen runt Balsjavik är platt. Trakten är tätbefolkad. Närmaste större samhälle är Mіnsk, 11,5 kilometer söder om Balsjavik.